# 56. Armee (Japanisches Kaiserreich)
Die 56. Armee (jap. 第56軍, Dai-gojū-roku-gun) war 1945 ein Großverband des Kaiserlich Japanischen Heeres. Ihr Tsūshōgō-Code (militärischer Tarnname) war Shū (宗).

## Geschichte
Am 8. April 1945 stellte das Daihon’ei (Japanisches Hauptquartier) in Erwartung einer alliierten Invasion der japanischen Hauptinseln und der vorgelagerten Inseln die 56. Armee unter Generalleutnant Shichida Ichirō auf. Sie war mit vier Divisionen, einem Panzer-Regiment und einiger Artillerie auf der Insel Kyūshū in Südjapan stationiert und unterstand der 16. Regionalarmee.
Sie bestand, wie die meisten 1945 im Kaiserreich Japan aufgestellten Einheiten, aus zuvor eingezogenen Rekruten, die weder über eine nötige militärische Ausbildung noch über ausreichende Waffen verfügten. Teilweise musste auf Waffen aus dem 19. Jahrhundert und auf Bambusspeere zurückgegriffen werden. Während Divisionen mit zweistelliger Nummerierung an die 20.000 Mann Sollstärke hatten kamen die Divisionen mit 100er und 200er Nummern auf knapp 10.000 Mann. Letztgenannte Divisionen verfügten über praktisch keine Transportmittel und waren zur Küstenverteidigung vorgesehen. Ihre Immobilität wurde durch eine überdurchschnittliche Zuteilung von Artillerie und Mörsern ausgeglichen.
Das Operationsgebiet der 56. Armee umfasste den Nordteil der Insel Kyūshū in der Präfektur Fukuoka mit Hauptquartier in Iizuka. Während die drei Division mit den frisch eingezogenen Rekruten in Küstennähe stationiert waren, bildete die aus länger gedienten Soldaten bestehende  57. Division die Reserve und war im Hinterland positioniert.
Ohne in Kämpfe verwickelt gewesen zu sein, wurde die 56. Armee am 15. August 1945 aufgelöst.

## Oberbefehlshaber

### Kommandeur
|    | Name                            | Von            | Bis             |
| -- | ------------------------------- | -------------- | --------------- |
| 1. | Generalleutnant Shichida Ichirō | 15. April 1945 | 15. August 1945 |

### Stabschefs
|    | Name                      | Von            | Bis             |
| -- | ------------------------- | -------------- | --------------- |
| 1. | Generalmajor Uchino Uichi | 15. April 1945 | 29. August 1945 |

## Untergeordnete Einheiten
- 56. Armee-Stab
- 57. Division
- 145. Division
- 312. Division
- 351. Division
- 4. Panzer-Regiment
- 6. Artillerie-Regiment
- weitere kleinere Einheiten